# Bülach-Baden-Bahn
| |                       |                                            |                                            |
| Streckenlänge: | ca. 12,7 km + 6,22 km |                                            |                                            |
| Spurweite: | 1435 mm (Normalspur)  |                                            |                                            |
| |                       |                                            |                                            |
| \| \| \| SBB-BR von Bülach \| \| \| \| 15.26 ? \| Niederglatt ZH \| 424 m ü. M. \| \| \| \| SBB-Strecke nach Oerlikon \| \| \| \| \| SBB-Wehntalbahn (Niederweningen–Oberglatt) \| \| \| \| 23.9 \| Oberhasli (1922–1937) \| Oberhasli (1922–1937) \| \| \| \| Tanklager Mettmenhasli \| \| \| \| \| Streckenabbruch 1969 \| \| \| \| \| Bösbuck (Schwenkelberg) \| 476 m ü. M. \| \| \| 29.6 \| Buchs ZH (1877–1937) \| Buchs ZH (1877–1937) \| \| \| \| Streckenabbruch 1969 \| \| \| \| \| Tanklager Otelfingen (bis 2000) \| \| \| \| \| SBB-Strecke von Seebach \| \| \| \| 33.8 36.52 \| Otelfingen \| 427 m ü. M. \| \| \| 39.05 \| Würenlos \| 420 m ü. M. \| \| \| 39.05 \| VL Würenlos–RBL (1981) \| VL Würenlos–RBL (1981) \| \| \| \| SBB-Strecke von Zürich \| \| \| \| 42.74 \| Wettingen \| 388 m ü. M. \| \| \| \| SBB-Strecke nach Brugg \| \| \| \| \| \| \| \| Quellen: [1] \| \| \| \| |                       |                                            |                                            |
| Strecke |                       | SBB-BR von Bülach                          | SBB-BR von Bülach                          |
| Bahnhof | 15.26 ?               | Niederglatt ZH                             | 424 m ü. M.                                |
| Abzweig geradeaus und nach links |                       | SBB-Strecke nach Oerlikon                  | SBB-Strecke nach Oerlikon                  |
| Kreuzung geradeaus oben |                       | SBB-Wehntalbahn (Niederweningen–Oberglatt) | SBB-Wehntalbahn (Niederweningen–Oberglatt) |
| ehemaliger Haltepunkt / Haltestelle | 23.9                  | Oberhasli (1922–1937)                      | Oberhasli (1922–1937)                      |
| Strecke |                       | Tanklager Mettmenhasli                     | Tanklager Mettmenhasli                     |
| |                       | Streckenabbruch 1969                       |                                            |
| Bahnübergang (Strecke außer Betrieb) |                       | Bösbuck (Schwenkelberg)                    | 476 m ü. M.                                |
| Bahnhof (Strecke außer Betrieb) | 29.6                  | Buchs ZH (1877–1937)                       | Buchs ZH (1877–1937)                       |
| |                       | Streckenabbruch 1969                       |                                            |
| Strecke |                       | Tanklager Otelfingen (bis 2000)            | Tanklager Otelfingen (bis 2000)            |
| Abzweig geradeaus und von links |                       | SBB-Strecke von Seebach                    | SBB-Strecke von Seebach                    |
| Bahnhof | 33.8 36.52            | Otelfingen                                 | 427 m ü. M.                                |
| Bahnhof | 39.05                 | Würenlos                                   | 420 m ü. M.                                |
| Abzweig geradeaus und nach links | 39.05                 | VL Würenlos–RBL (1981)                     | VL Würenlos–RBL (1981)                     |
| Abzweig geradeaus und von links |                       | SBB-Strecke von Zürich                     | SBB-Strecke von Zürich                     |
| Bahnhof | 42.74                 | Wettingen                                  | 388 m ü. M.                                |
| Strecke |                       | SBB-Strecke nach Brugg                     | SBB-Strecke nach Brugg                     |
| |                       |                                            |                                            |
| Quellen: |                       |                                            |                                            |

Die Bülach–Baden-Bahn, auch Schwenkelbergbahn oder scherzhaft Schipkapass-Bahn nach dem Schipkapass in Bulgarien benannt, war eine 1877 eröffnete 19 Kilometer lange normalspurige Eisenbahnstrecke der Schweizerischen Nordostbahn (NOB), die Niederglatt mit Wettingen verband. Sie diente hauptsächlich dem durchgehenden Güterverkehr Winterthur–Baden und hatte die Aufgabe, die im gleichen Jahr eröffnete Strecke der Schweizerischen Nationalbahn (SNB) zu konkurrenzieren. Nachdem die Nationalbahn 1880 von der Nordostbahn übernommen worden war, hatte die Bülach-Baden-Bahn mit ihren starken Steigungen keine Bedeutung mehr für den Güterverkehr. Bereits 1882 wurde durch den Rückbau des Gleises zwischen Wettingen und Otelfingen die Betriebslänge auf knapp 13 Kilometer verkürzt. Der Betrieb auf der verbliebenen Bahnstrecke Niederglatt–Otelfingen wurde 1937 von den Schweizerischen Bundesbahnen (SBB) eingestellt; nach der endgültigen Stilllegung 1969 wurden umgehend rund vier Kilometer Gleis im Gebiet von Buchs ZH abgebrochen. Die Bülach–Baden-Bahn ist eine der wenigen Normalspurigen Bahnstrecken in der Schweiz, die stillgelegt wurden.

## Geschichte

### Bau

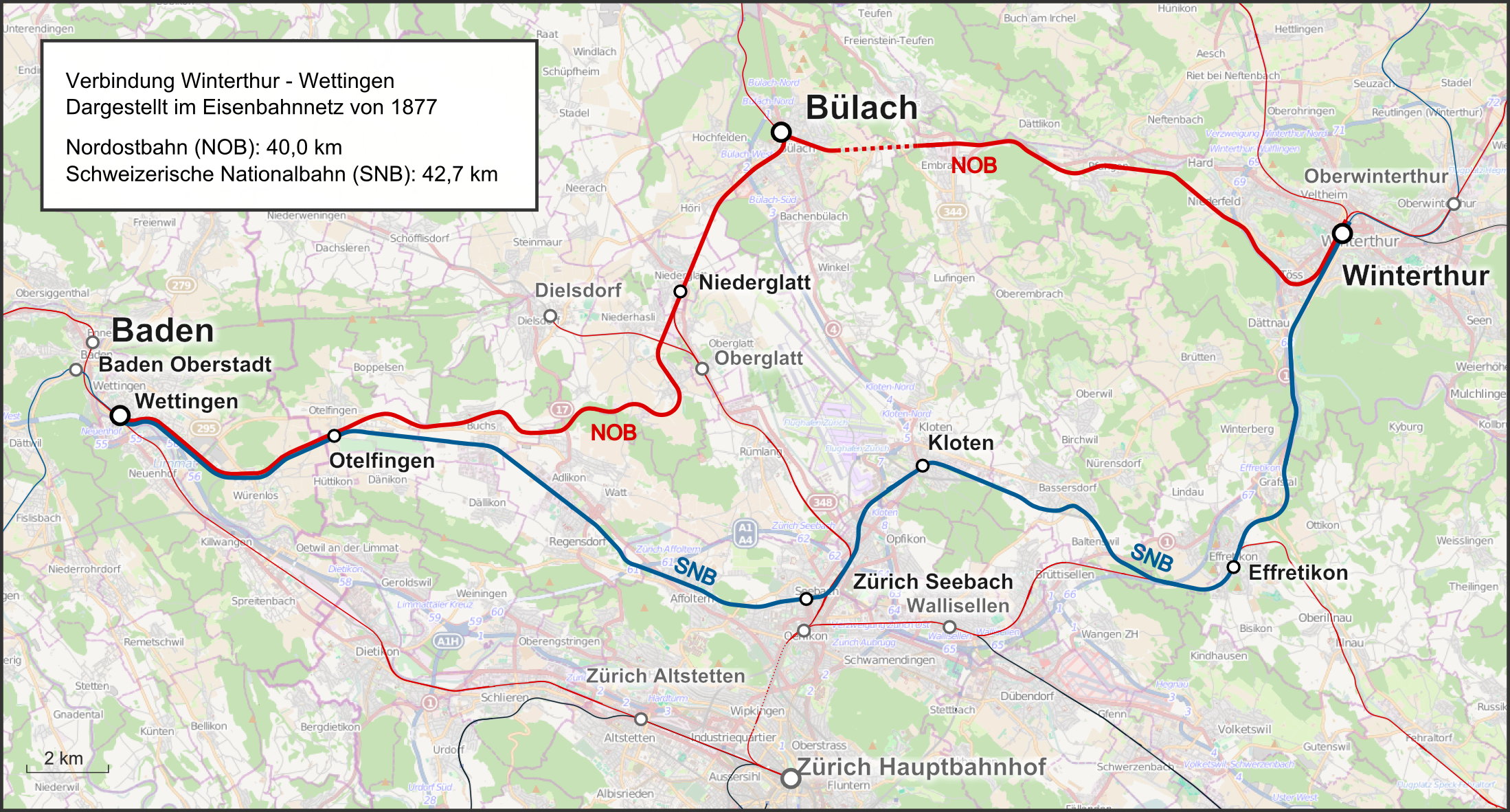
Karte der Verbindungen Winterthur-Wettingen der Schweizerischen Nordostbahn (NOB) und der Schweizerischen Nationalbahn (SNB) dargestellt im Eisenbahnnetz von 1877.

Gemäss dem Eisenbahngesetz von 1872 musste der Güterverkehr zwingend über die kürzeste Verbindung zwischen Abgangs- und Zielbahnhof geführt werden. Die von der Schweizerischen Nationalbahn (SNB) durch das Furttal geplante Eisenbahnstrecke drohte deshalb die bestehende Verbindung Winterthur–Zürcher Hauptbahnhof–Baden der Schweizerischen Nordostbahn (NOB) zu konkurrenzieren, indem sie einen um 3,7 km kürzeren Laufweg über Kloten–Regensdorf–Wettingen schuf. Um zu verhindern, dass die Nationalbahn auf diese Art der Nordostbahn den gesamten Güterverkehr zwischen Winterthur und Baden sowie zwischen den westlich von Baden und östlich von Winterthur gelegenen Bahnhöfen abgraben konnte, plante die Nordostbahn ihrerseits ebenfalls einen neuen Laufweg, der noch kürzer als die Nationalbahnstrecke sein sollte. Das Kernstück dieses Laufweges war die Bülach-Baden-Bahn, die zusammen mit der am 1. Januar 1877 von der NOB übernommenen Regensberg-Bahn und der am 1. August 1876 eröffneten Dettenberglinie eine 2,7 km kürzere Verbindung zwischen Winterthur und Baden anbot. Sie führte von Winterthur über Bülach und Niederglatt nach Wettingen und mass zwischen Winterthur und Wettingen genau 40 km, statt der 42,7 km der sich im Bau befindlichen Verbindung der Nationalbahn. Die Bülach–Baden-Bahn konnte am 1. Oktober 1877 dem Betrieb übergeben werden – zwei Wochen bevor der Betrieb auf der Verbindung der Nationalbahn durchs Furttal am 15. Oktober 1877 aufgenommen wurde.

### Strecke

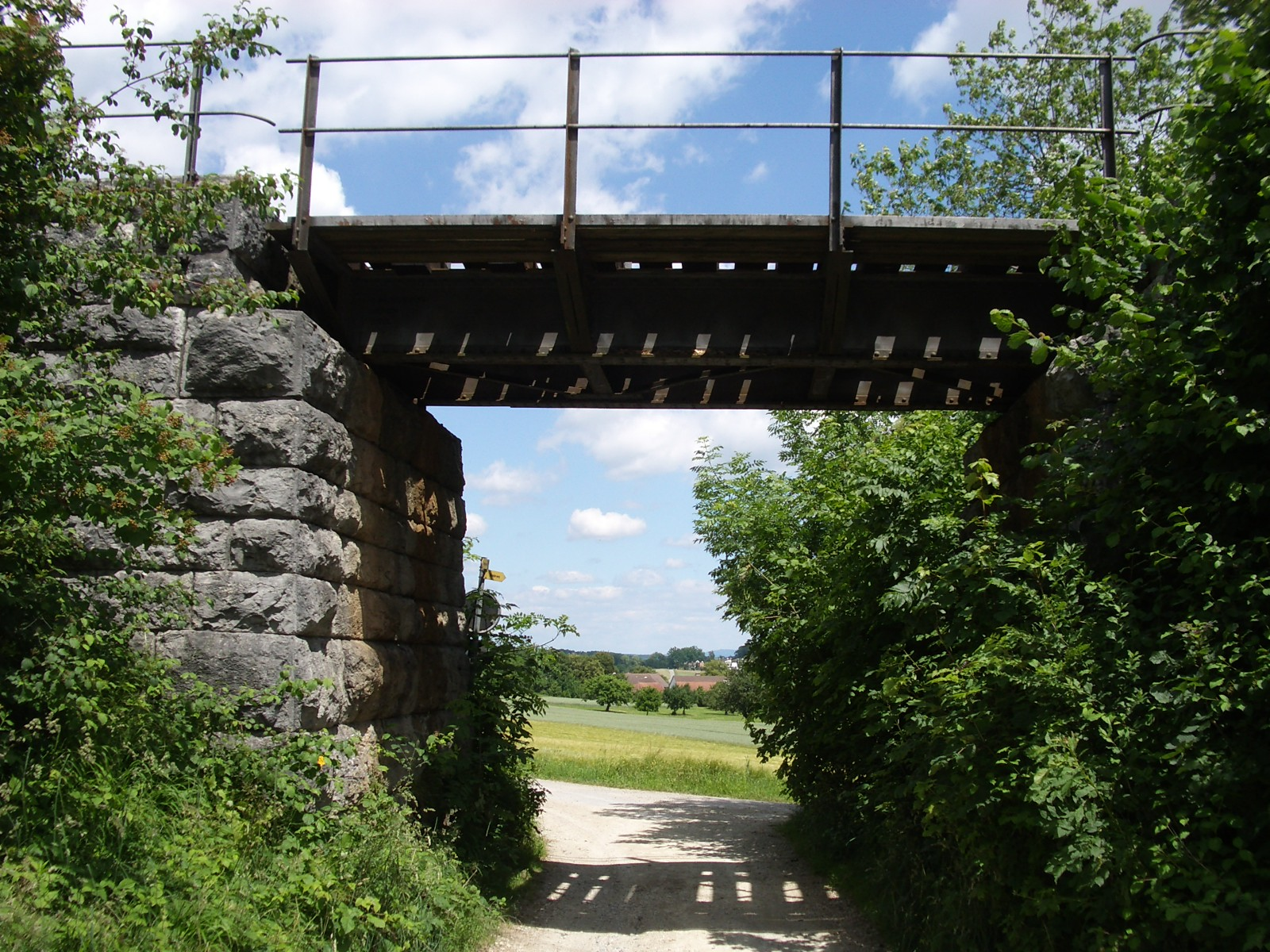
Alte Bahnbrücke der Bülach–Baden-Bahn bei Oberhasli, 2009

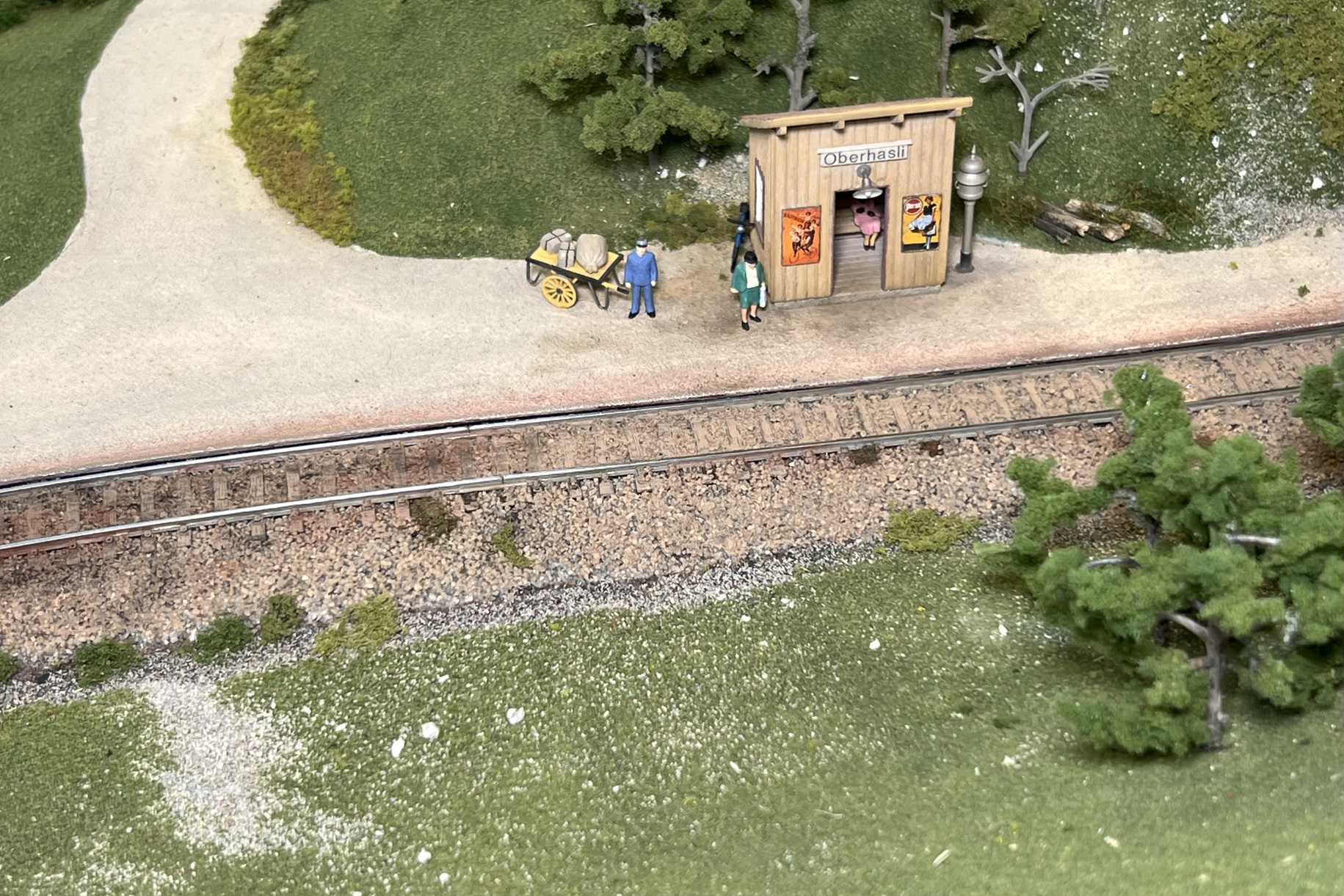
Modell der 1923–1937 bestehenden Haltestelle Oberhasli Oberhasli, 2024

Die Strecke verliess in Niederglatt die Strecke Bülach–Oerlikon, welche bereits am 1. Januar 1877, durch die Übernahme der Bülach-Regensberg-Bahn (BR) zur NOB gehörte und kreuzte die zugehörige Wehntalbahn (Oberglatt–Dielsdorf) auf einer Überführung kurz vor Niederhasli. Danach stieg die Bahn in einem grossen Bogen an Oberhasli vorbei auf den Schwenkelberg und führte von dort weiter nach Buchs ZH. Ab Otelfingen führte sie parallel zur Furttalbahn über Würenlos nach Wettingen, wo sie auf den neuen Bahnhof Wettingen und die gleichzeitig umverlegte NOB-Strecke nach Baden stiess.
Mit der Übernahme der SNB im Jahre 1880 erachtete die NOB die Parallelspur Otelfingen–Wettingen als überflüssig und entfernte 1882 die zweite Spur. Das Gleis wäre mehr als hundert Jahre später für die S-Bahn Zürich von Nutzen gewesen.

### Einstellung
Die Bülach–Baden-Bahn fiel bei der Verstaatlichung der NOB an die SBB. Mangels Passagieren wurde die Linie am 18. Januar 1937 stillgelegt. Aufgrund der starken Steigung über den Schwenkelberg war die Strecke auch für den Güterverkehr nicht mehr interessant, obwohl sie kürzer war, als die ehemaligen Konkurrenzstrecken durch das Furttal. Am 6. März 1969 wurde die Strecke endgültig aufgehoben; und die Bahnanlagen in Buchs, zwischen der Strassenkreuzung auf dem Schwenkelberg (sogenannter Schipkapass, nach dem bulgarischen Pendant benannt) und dem westlichen Dorfende in Richtung Otelfingen, wurden umgehend auf einer Länge von etwa 4 Kilometern abgebrochen.

## Reststücke der Bahnstrecke
Das ehemalige Trassee auf dem Gemeindegebiet von Buchs ZH ist auch heute noch weitgehend vorhanden, im Osten zwischen Schwenkelberg und Dorfrand ist allerdings inzwischen ein dichter Wald gewachsen, welcher als Schutzgebiet ausgewiesen ist. Im Dorfkern ist das Trassee dagegen noch frei. Der alte Bahnhof Buchs sowie das ehemalige Bahnwärterhäuschen an der Strasse von Adlikon nach Dielsdorf stehen noch.
Das östliche Reststück dient heute noch als Industrieanschlussgeleis und stellt die Versorgung der Tanklager Niederhasli und Oberglatt sicher. Das Tanklager Niederhasli wird nach wie vor täglich per Bahn versorgt – die nicht elektrifizierte Strecke wird dabei von einer in Niederglatt stationierten Diesellokomotive bedient. Der Abschnitt zwischen dem Tanklager und dem Prellbock auf dem Schwenkelberg dient als Abstellgleis für Güterwagen und im Winter für die Eisenbahnwagen des Zirkus Knie.
Das westliche Reststück diente bis 2000 als Industrieanschlussgeleise für die gelegentliche Versorgung des Tanklagers in Otelfingen. Dieses wurde mittlerweile abgebrochen und das Gleis im Zuge der Inbetriebnahme des elektronisches Stellwerks Otelfingen am 28. Februar 2007 ausser Betrieb genommen.
Im Zusammenhang mit einer Erneuerung der Fahrbahn in Otelfingen wurde im Oktober 2021 die abzweigende Weiche zum westlichen Reststück ausgebaut. Die Strecke ist fortan nicht mehr mit dem restlichen Schweizer Bahnnetz verbunden. Am 12. September 2021 veranstaltete die Dampfgruppe Zürich eine Sonderfahrt rund um den Schipkapass, bei welcher ein letztes Mal beide Reststücke befahren wurden. Vorgängig musste der stillgelegte westliche Ast von Mitgliedern des Vereines in Handarbeit von Bewuchs befreit und die Sicherheit des Zuges während des Befahrens der Strecke sichergestellt werden.